# Újezd (Plzeň)
Újezd je část statutárního města Plzeň. Nachází se v městském obvodě Plzeň 4 na východě města. V roce 2009 zde bylo evidováno 859 adres. V roce 2011 zde trvale žilo 2 392 obyvatel.
Újezd je také název katastrálního území o rozloze 2,83 km².

## Ekonomika
V Újezdě jsou obchody na ulici Staroveské a nedaleko od Újezdu je Penny Market, vedle konečné na Doubravce. Oprava aut je na adresách:
- náměstí Karla Panušky 10/4
- Újezdská 149/27
- Kyšická 406/38

## Povodí
Újezd má dva potoky: Hrádecký potok pramení v Červeném Hrádku, teče kolem ulice Nad Hájí, skrz nádrž na náměstí Karla Panušky, mezi domy a loukou pro koně, pod ulicí Zábělská mezi konečnou na Doubravce a ulicí Pod Rozhlednou, pokračuje dál do parků v Doubravce a do Berounky. A druhý pramenící na ulici K Fořtovně proteče na západní části Újezdu do nádrže u konečné na Doubravce a spojí se s Hrádeckým potokem.

## Doprava
Újezdem vedou linky IDPK: 28, 38, 221, 231, 253, 254, N6
| Zastávka              | Linka            |
| --------------------- | ---------------- |
| Ejpovická             | 28, 38, 253, 254 |
| Náměstí Karla Panušky | 28, N6           |
| Svatojirská           | 28               |
| Rozcestí Újezd        | 28, 221, 231, N6 |

## Sport
TJ Plzeň–Újezd oddíl národní házené soutěží v 1. lize, kde dosahuje skvělých výsledků. Muži jsou pětinásobní mistři České republiky a to v sezonách 2005/2006, 2009/2010, 2011/2012, 2013/2014 a 2015/2016. 